# François Delattre (Diplomat)

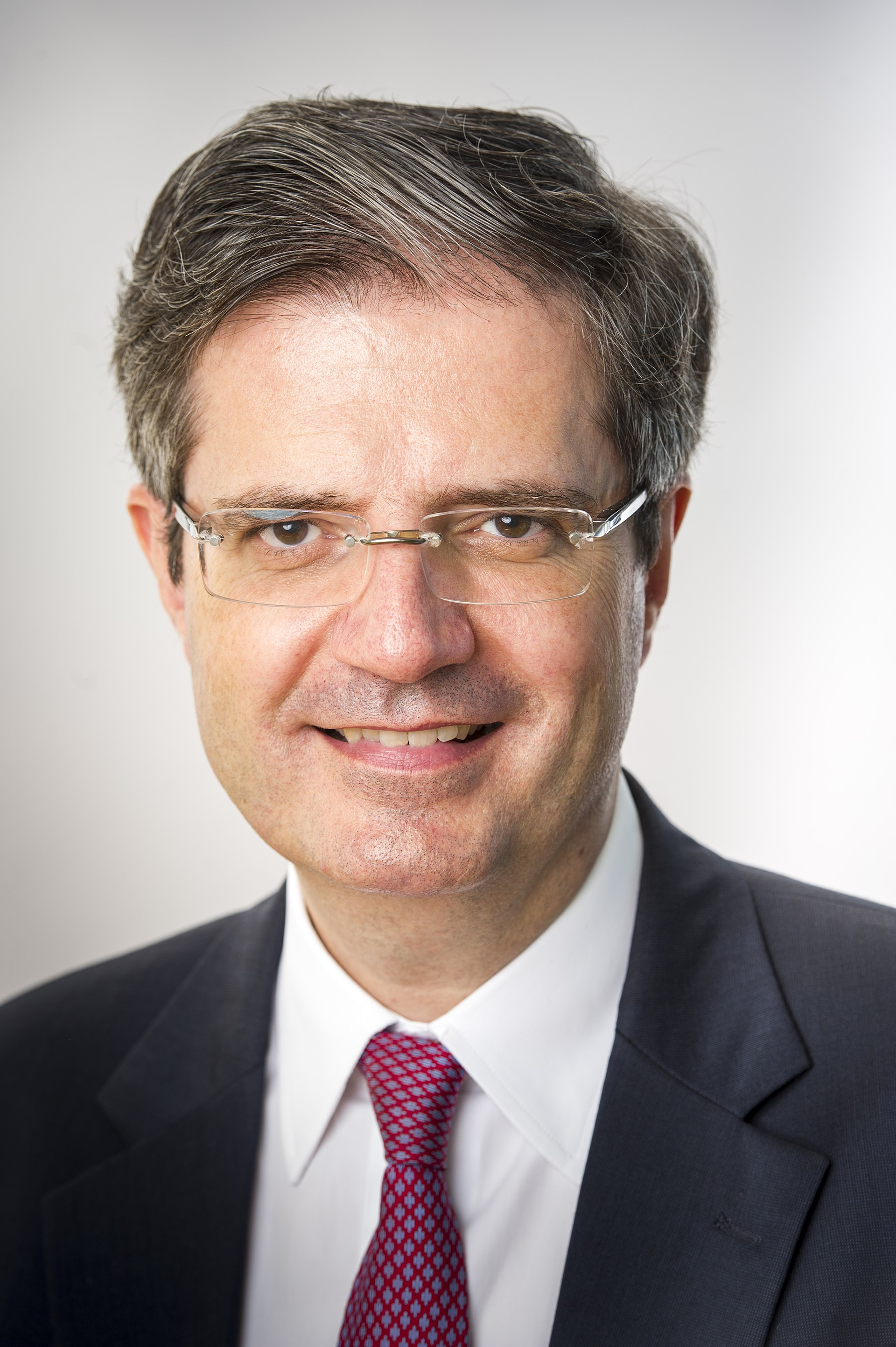
François Delattre

François Marie Delattre (* 15. November 1963 in Saint-Marcellin, Département Isère) ist ein französischer Diplomat. Er ist seit 2022 Botschafter Frankreichs in Deutschland.

## Leben

### Ausbildung
Delattre erlangte ein Abschlussdiplom des Institut d’études politiques de Paris und einen Licence-Abschluss in Rechtswissenschaften sowie ein Sprachdiplom für Deutsch an der Universität München. Des Weiteren ist er Absolvent der École nationale d’administration im Jahrgang 1989 Liberté-Égalité-Fraternité.

### Laufbahn
François Delattre trat 1989 in den französischen Auswärtigen Dienst ein und war bis 1991 als Zweiter Sekretär in der Französischen Botschaft in Bonn tätig, sodass er die Deutsche Wiedervereinigung miterlebte. Im Anschluss war er von 1991 bis 1993 in einer Verwendung im Bereich der Strategischen Angelegenheiten und der Abrüstung in der Zentrale und anschließend von 1993 bis 1995 als Fachberater im Büro des Außenministers tätig. Es folgte von 1995 bis 1998 eine Tätigkeit als Referent im Élysée-Palast für den Staatspräsidenten. Er wurde 1998 als Zweiter Botschaftsrat in die Botschaft nach Washington, D.C. versetzt und übernahm von 2002 bis 2004 die stellvertretende Leitung des Ministerbüros.
Delattre war danach von 2004 bis 2008 Generalkonsul in New York und von 2008 bis 2011 außerordentlicher und bevollmächtigter Botschafter in Ottawa sowie von 2011 bis 2014 in Washington, D.C. Im Jahr 2014 wurde er zum Botschafter und ständigen Vertreter Frankreichs bei den Vereinten Nationen in New York ernannt. Er wechselte 2019 als Generalsekretär des Ministeriums für Europa und auswärtige Angelegenheiten nach Paris.
Im September 2022 erfolgte seine Akkreditierung durch Bundespräsident Frank-Walter Steinmeier als Botschafter Frankreichs in Deutschland.

## Auszeichnungen (Auswahl)
- Ritter der Ehrenlegion
- Offizier des Ordre national du Mérite